# Lee Ki-suk
Pour les articles homonymes, voir Lee.
Dans ce nom coréen, le nom de famille, Lee, précède le nom personnel.
Lee Ki-suk, né le 28 septembre 1988, est un coureur cycliste sud-coréen.

## Palmarès et résultats

### Palmarès sur route
- 2013
  - 6e étape du Tour de Thaïlande
  - 1re étape du Tour des Philippines
- 2014
  - 2e étape du Tour de Thaïlande

### Classements mondiaux
| Année         | 2010 | 2011 | 2012 | 2013 | 2014 | 2015 | 2016 |
| ------------- | ---- | ---- | ---- | ---- | ---- | ---- | ---- |
| UCI Asia Tour | 228e |      |      | 77e  | 312e | 339e | 419e |

### Palmarès sur piste
- 2015
  -  Champion de Corée du Sud de poursuite par équipes (avec Park Sang-hong, Kim Ok-cheol et Jung Ha-jeon)